# Milicja (Rosja)

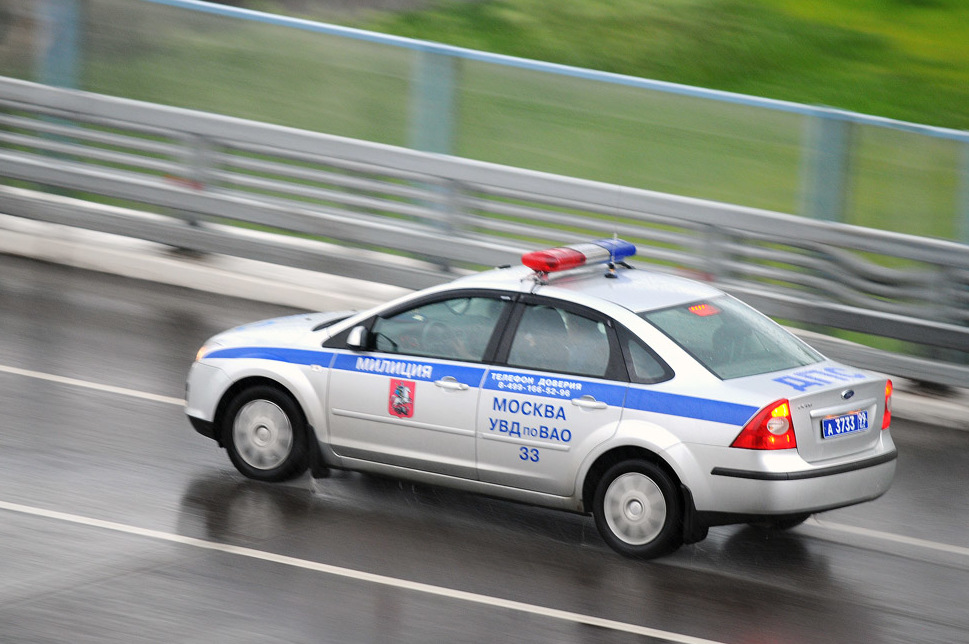
Radiowóz Ford Focus rosyjskiej milicji w Moskwie, 2010 rok

Milicja – radziecka i rosyjska formacja policyjna przeznaczona do ochrony bezpieczeństwa ludzi i mienia oraz do utrzymywania bezpieczeństwa i porządku publicznego. 
Rosyjska milicja została utworzona przez bolszewików 10 listopada 1917 roku, następnie działała także w innych republikach radzieckich. 1 marca 2011 roku milicja rosyjska została zlikwidowana na mocy ustawy o stróżach prawa i porządku, wszyscy milicjanci otrzymali wypowiedzenia i status „pełniących obowiązki” przed trójstopniową weryfikacją poprzedzającą zatrudnienie w powołanej jednocześnie Policji.